# Bandera del estado Sucre
La bandera del Estado Sucre de Venezuela tiene sus antecedentes en la época colonial (pues la Gobernación de Cumaná tuvo su bandera propia), pero no es sino hasta el 24 de noviembre de 1965 cuando se instituyó, por decreto de la Asamblea Legislativa del Estado Sucre. Su diseño fue realizado por Óscar Prieto Ruiz.
Se destacan solamente dos colores: el blanco que simboliza la lealtad y pureza del Gran Mariscal de Ayacucho Antonio José de Sucre, que lleva en su parte superior el escudo del Estado y en el inferior se cuentan quince estrellas, es decir, los quince municipios del estado, además el color celeste representa las aguas saladas que rodean al estado y la pescadería.
En 2002 fueron aprobados cambios menores a la bandera de 1965, referidos básicamente a la disposición de las estrellas.